# Petronila, Texas
Petronila là một thành phố thuộc quận Nueces, tiểu bang Texas, Hoa Kỳ. Năm 2010, dân số của xã này là 113 người.

## Dân số
- Dân số năm 2000: 83 người.
- Dân số năm 2010: 113 người.